# 21682 Пештафрантішек
21682 Пештафрантішек (21682 Peštafrantišek) — астероїд головного поясу, відкритий 9 вересня 1999 року.
Тіссеранів параметр щодо Юпітера — 3,466.